# Oligotrichum trianae
Oligotrichum trianae là một loài Rêu trong họ Polytrichaceae. Loài này được (Müll. Hal.) Kindb. mô tả khoa học đầu tiên năm 1888.